# Juscelinomys huanchacae
Juscelinomys huanchacae е вид бозайник от семейство Хомякови (Cricetidae).

## Разпространение
Видът е разпространен в Боливия.